# Maison de la famille Krdžalić
La maison de la famille Krdžalić (en serbe cyrillique : Кућа породице Крџалић ; en serbe latin : Kuća porodice Krdžalić) est située à Junkovac, en Serbie, dans la municipalité de Lazarevac et sur le territoire de la ville de Belgrade. Elle est inscrite sur la liste des monuments culturels protégés de la république de Serbie (identifiant no SK 1703) et sur la liste des biens culturels de la ville de Belgrade.

## Présentation
La maison de la famille Krdžalić est construite dans une vaste cour entourée d'arbres. De plan presque carré, elle mesure 10,20 m de long sur 9,28 m de large. À l'intérieur, une poutre maîtresse repose sur des fondations en pierre cassée. Elle est constituée d'une structure en bois et surmontée d'un toit en croupe recouvert de tuiles qui protège une couverture en chaume.
La maison est caractéristique de la période de transformation de la Serbie, ancienne province ottomane, en un État européen moderne.